# سانثياس
بلدية سانثياس (بالإسبانية: Sancellas) هي بلدية تقع في منطقة جزر البليار شرق إسبانيا.

## الديموغرافيا
بلغ عدد سكان بلدية سانثياس 3.128 نسمة عام 2011 (وفقاً للمعهد الوطني للإحصاء الإسباني).
| 1.896 | 2.057 | 2.341 | 2.656 | 2.903 | 3.105 | 3.128 |